# Augusto Vittorio Vecchi
Augusto Vittorio Vecchi (Marselha, 22 de dezembro de 1842 — Forte dei Marmi, 6 de setembro de 1932), também conhecido por Augusto Vecchj ou pelo pseudónimo de Jack la Bolina, foi um oficial naval e professor de História que se destacou como escritor, considerado um dos maiores escritores marítimos italianos do século XIX e início do século XX.

## Biografia
Nasceu em Marselha, filho de Candido Augusto e de Vittoria della Ripa, uma judia florentina. Em 1856 ingressou na Reale scuola di Marina, em Génova, iniciando uma carreira militar que terminou em 1872 com o posto de tenente de navio. Em 1866 participou na Batalha de Lissa a bordo da fragata Principe Umberto.
Em 1874, começou a escrever sob o pseudónimo de Jack la Bolina, nome inspirado na obra The Last of the Mohicans de James Fenimore Cooper. Começou também a lecionar História num instituto técnico em Pavia e, mais tarde, a partir de 1882, na Academia Naval de Livorno, em Livorno. No mesmo ano, publicou a obra La vita e le gesta di Giuseppe Garibaldi (A vida e a gesta de Giuseppe Garibaldi), que lhe granjeou grande fama.
Augusto Vittorio Vecchi colaborou e escreveu para revistas importantes do seu tempo, como Nuova Antologia, Il Fanfulla, Il Caffaro e Rivista Marittima. Em particular, a sua grande paixão pelo mar foi expressa nesta última publicação, de tal forma que lhe valeu uma medalha de ouro atribuída pelo Ministério da Marinha do Reino de Itália. De facto, em 1879, foi um dos fundadores e o primeiro presidente do Regio Yacht Club Italiano, o primeiro clube náutico do Mar Mediterrâneo, com sede em Génova. Em 1894, fundou a Liga Naval Italiana (Lega Navale Italiana ou LNI).
Colaborou com Il giornale dei bambini de Ferdinando Martini dedicando-se à literatura para crianças, a quem transmitiria o seu amor pelo mar. Incluem-se nesta vertente da sua obra Al lago degli elefanti (No lago dos elefantes), I giovani eroi del mare (Jovens heróis do mar) e Il romanzo di un negriero (O romance de um negreiro).
Augusto Vittorio Vecchi morreu a 6 de setembro de 1932 em Forte dei Marmi, na casa de campo que lhe foi doada pela Liga Naval Italiana como agradecimento. Em San Benedetto del Tronto disputa-se o Troféu Challenger Jack la Bolina.

## Obras
Augusto Vecchi foi um prolífico escritor sobre assuntos navaise marítimos, sendo, entre outras, autor das seguintes obras:
- Bozzetti di mare (1874)
- Storia generale della Marina Militare (1875)
- La vita e le gesta di Giuseppe Garibaldi (1882)
- Leggende di mare, Zanichelli ed., Bologna, 1883
- Memorie di un luogotenente di vascello (1897)
- Storia generale della marina militare, Voghera, Roma, 1897
- La marina contemporanea, Bocca, Milano, 1899
- Al lago degli elefanti (1901)
- Livorno - con 12 illustrazioni nel testo, 9 fuori testo e Pianta del Porto Nuovo, F. LUMACHI editore in Firenze, 1913
- Vita di bordo (1914)
- La guerra sul mare (1915)
- Cronachette del Risorgimento italiano, Felice Le Monnier, Firenze, 1920
- Storia del mare (1923)
- Tre garibaldini. Ippolito Nievo - Rosalino Pilo - Agostino Bertani, Istituto Italiano del Libro per il Popolo, Milano, 1924
- Al servizio del mare italiano (1928)
- Cacce su terra e su mare (1933)
- Sotto il mare della Patria (1903) Casa Editrice Calzone Villa, Roma